# Скадовська міська територіальна громада
Скадовська міська територіальна громада — територіальна громада в Україні, у Скадовському районі Херсонської області з адміністративним центром у місті Скадовськ.

## Загальна інформація
Площа території — 776,3 км², населення громади — 34 758 осіб (2020 р.).

## Населені пункти
До складу громади увійшли м. Скадовськ, 9 селищ (Антонівка, Благодатне, Вишневе, Грушівка, Зелене, Озерне, Петропавлівка, Степне, Таврія) та 18 сіл: Андріївка, Велика Андронівка, Гостроподолянське, Дарівка, Красне, Мала Андронівка, Малоолександрівка, Миколаївка, Новоукраїнка, Олександрівка, Петрівка, Приморське, Радісне, Тарасівка, Улянівка, Хатки, Шевченко та Широке.

## Історія
Створена у 2020 році, відповідно до розпорядження Кабінету Міністрів України № 726-р від 12 червня 2020 року «Про визначення адміністративних центрів та затвердження територій територіальних громад Херсонської області», шляхом об'єднання територій та населених пунктів Скадовської міської, Антонівської, Благодатненської, Красненської, Олександрівської, Приморської, Таврійської, Тарасівської, Улянівської, Шевченківської та Широківської сільських рад Скадовського району Херсонської області.